# Verrières (Aveyron)
Verrières (okzitanisch: Verièiras) ist eine französische Gemeinde mit 364 Einwohnern (Stand: 1. Januar 2022) im Département Aveyron und in der Region Okzitanien (vor 2016: Midi-Pyrénées). Sie gehört zum Kanton Tarn et Causses im Arrondissement Millau. Die Einwohner werden Verriérois genannt.

## Lage
Verrières liegt etwa elf Kilometer nordnordwestlich von Millau. Das Gemeindegebiet gehört zum Regionalen Naturpark Grands Causses und wird vom Flüsschen Lumansonesque und der Autobahn A75 durchquert. Umgeben wird Verrières von den Nachbargemeinden Sévérac-le-Château im Norden, Rivière-sur-Tarn im Osten, Compeyre im Südosten, Aguessac im Süden, Millau im Süden und Südwesten, Saint-Beauzély im Südwesten, Saint-Léons im Westen sowie Vézins-de-Lévézou im Nordwesten.

## Einwohnerentwicklung
| Jahr                       | 1962 | 1968 | 1975 | 1982 | 1990 | 1999 | 2006 | 2019 |
| Einwohner                  | 399  | 368  | 338  | 351  | 334  | 342  | 368  | 403  |
| Quellen: Cassini und INSEE |      |      |      |      |      |      |      |      |

## Sehenswürdigkeiten
- Kirche Saint-Sauveur

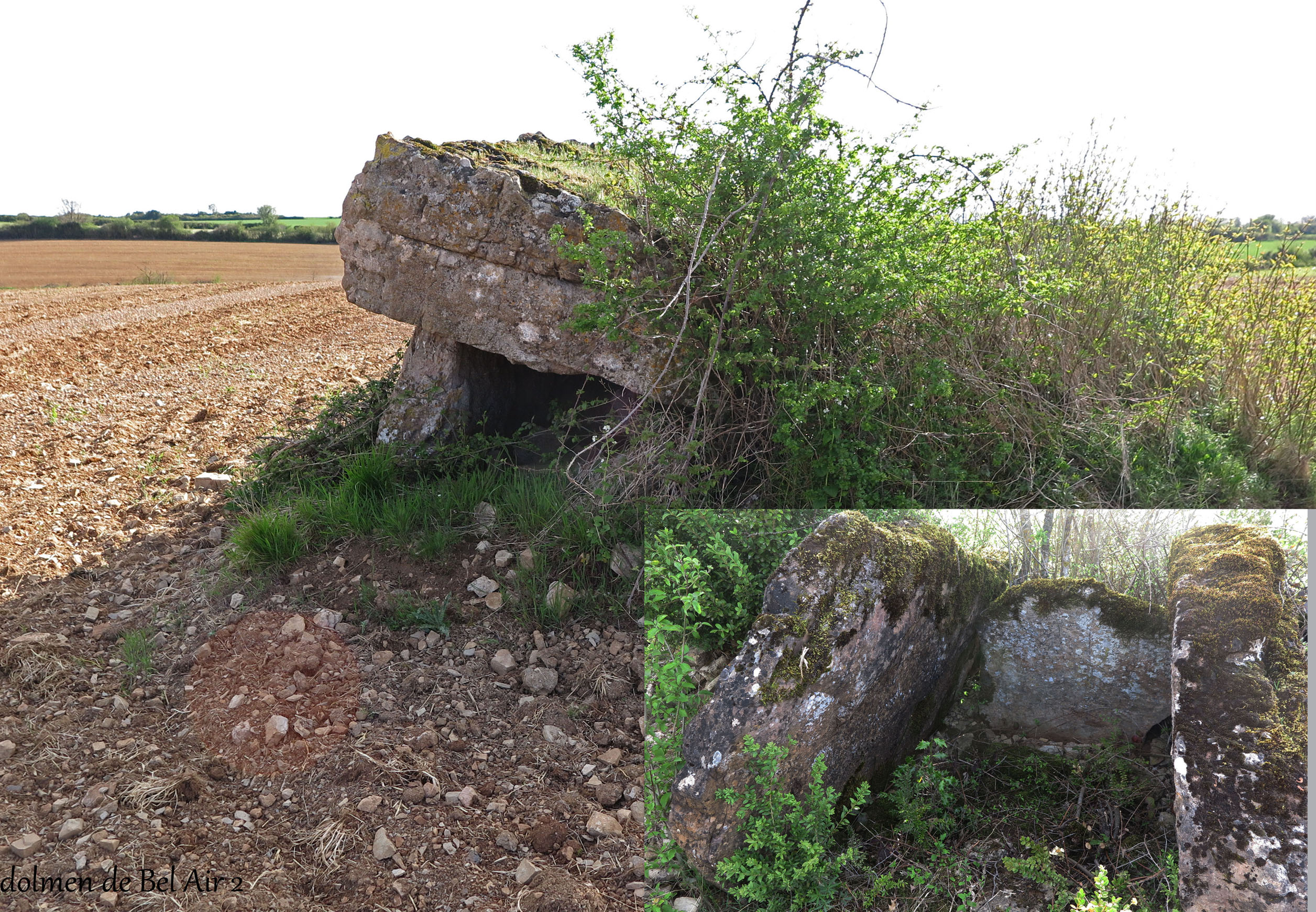
Dolmen „Bel Air“
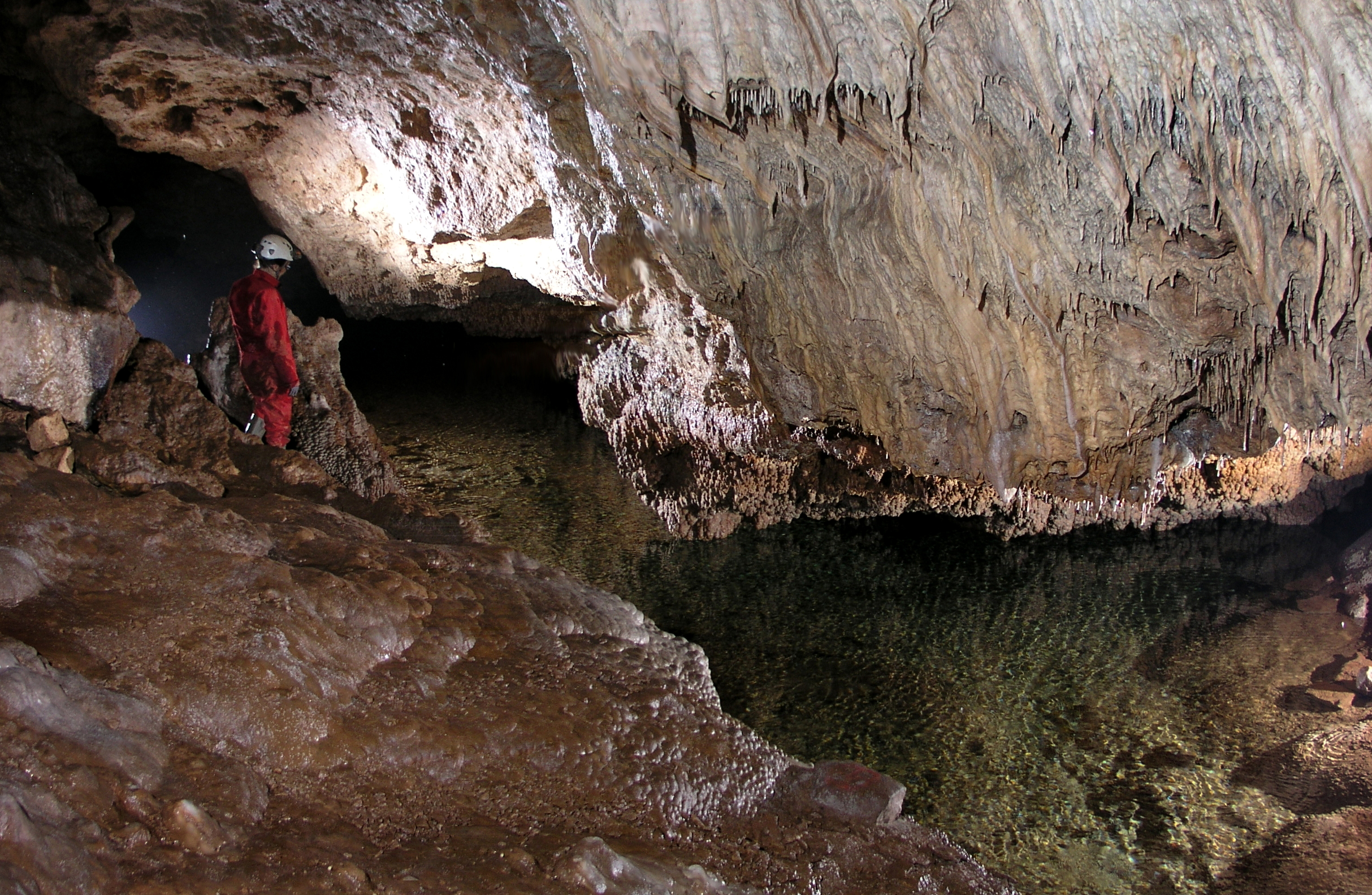
Grotte de la Médecine
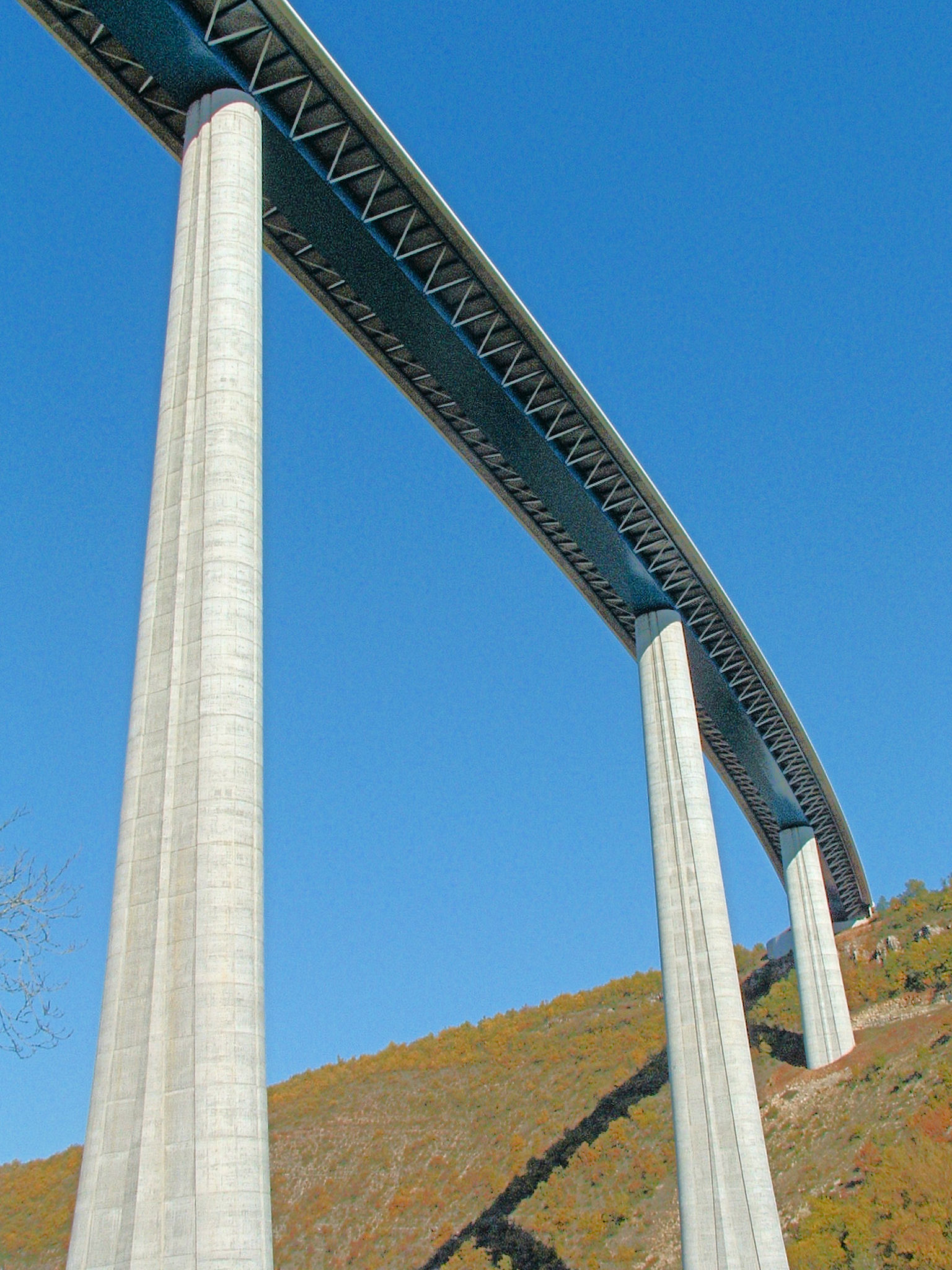
Viadukt über die A 75